# Petita Gavatxeria
|  | Aquest article tracta sobre la Petita Gavatxeria o la Gavatxeria de Montsegur. Si cerqueu Gran Gavatxeria, vegeu «País Gavai». |

La petita Gavatxeria o Gavatxeria de Montsegur era una antiga àrea lingüística situada a la vall del Dròt, al voltant del poble de Montsegur, al sud-est de l'Entre dos mars, al departament de la Gironda, a la regió de Nova Aquitània. Es tractava d'un enclavament en una regió de tradició lingüística gascona, poblada a partir del segle XV per colons de parlar saintongès, coneguts localment com a «gavaches» o «marots». Aquesta àrea va desaparèixer durant la segona meitat del segle XX sota la influència primer del gascó i després del francès.

## Localització
Bénédicte i Jean-Jacques Fénié esmenten els següents municipis on s’utilitzava la llengua saintongesa: Castèlmauron, Corts de Montsegur, Coturas, Diulivòl, Forcet e Balaissac, Landerroet, Lo Pui, Mesterriu, Nauhonts, Rimons, Sent Martin de l'Èrm, Sent Martin deu Pot, Sent Miquèu de la Pujada, Sent Sulpici de Guilheragas, Sent Bibian de Montsegur, Senta Gèma i Talhacavat, al voltant del poble de Montsegur, i Sant Giraud, al país de Duràs. Aquests municipis van ser identificats l'any 1895 per Édouard Bourciez en el seu Recueil des idiomes de la région gasconne, formant el cor de la petita Gavatxeria.

## Etimologia
L'origen del nom de la regió, "petita Gavatxeria" o "Gavatxeria de Montsegur", és idèntic al del "país Gavai" o "gran Gavatxeria", el terme "gavatx" designant, segons el Diccionari occità-francès d'acord amb els parlars llenguadocians de Loís Alibèrt, "el llenguatge estranger, el patuès" en un sentit pejoratiu. No obstant això, per als colons de llengua saintongesa de la vall del Dròt a l'Entre dos mars, el patuès és el gascó que parlaven els autòctons, i els immigrants s'autoanomenaven amb el terme de "marot" o "marotin".

## Història
Una primera ona d'immigració de poblacions originàries de la Santonja fou organitzada per a proporcionar el repoblament de les terres senyorials locals, com les de l'Abadia de Sent Fèrmer, manquants de mans a causa de la pesta que va devastar la regió al segle XV.